# Mali (priimek)
Mali je priimek več znanih Slovencev:
- Albina Mali-Hočevar (1925–2000), narodna herojka
- Andreja Mali (*1977), biatlonka
- Barbara Mali (*1982), humanitarna delavka (Irak)
- Bogdan Mali, polkovnik SV
- Boštjan Mali, gozdar
- Franc Mali (*1955), sociolog znanosti, univ. profesor
- Gregor Mali (1901–1983), duhovnik in pisec nabožnih pesmi (Argentina)
- Gregor Mali (1971–2023), fizik, univ. prof, razisk. Kemijskega inštituta
- Igor Mali, podjetnik, menedžer?
- Jana Mali (*1974), socialna delavka, prof. FSD
- Jana Mali, kajakašica
- Jernej Mali (*1977), kipar, restavrator, oblikovalec
- Klara Mali (*2002), smučarska tekačica
- Lilijana Bizjak Mali (*1966/67?), zoologinja
- Ludvik Mali (1919–2012), inženir rudarstva, direktor Rudnika lignita Velenje 1966–74, politični delavec
- Marko Mali (*1962), veterinar, kinolog
- Miha Mali, jedrski fizik?
- Minka Mali (1893–1991), planinka, alpinistka
- Nada Mali Vene (*1979), kajakašica na divjih vodah
- Peter Mali (1950–2021), kipar in restavrator